# Quintessência cosmológica
Em cosmologia, quintessência é uma forma hipotética de energia que se postula para explicar as observações do universo em expansão acelerada. 
A quintessência é um tipo de energia do vazio, com uma equação de estado da forma
{\displaystyle p=w\rho ,}
onde {\displaystyle p} é a pressão e 
{\displaystyle \rho } a densidade. 
Se {\displaystyle w<-1/3,} a quintessência atua como um campo repulsivo, o que a faz uma possível candidata para a energia escura. 
Em geral, o parâmetro {\displaystyle w} pode variar em escalas de tempo cosmológicas, se bem que alguns teóricos refiram-se à quintessência com {\displaystyle w} variável com o nome de kinescência, para distingui-la de outras formas de energia que têm um {\displaystyle w} constante. 
O termo quintessência tampouco é usado para formas hipotéticas de energia com {\displaystyle w>-1/3.} 
Uma constante cosmológica não nula corresponde ao caso {\displaystyle w=-1,} sem variação temporal.
Em uma cosmologia não-padrão como Expansão cósmica em escala de Johan Masreliez quintessência é {\displaystyle w=-1/3,} o que significa que a curvatura do espaço-tempo.

## Campo escalar
A quintessência pode ser considerada um campo escalar com uma equação de estado em que wq, a razão entre a pressão pq e a densidade {\displaystyle \rho }q, é relacionada com a energia potencial {\displaystyle V(Q)} e um termo cinético:
{\displaystyle w_{q}=p_{q}/\rho _{q}={\frac {{\frac {1}{2}}{\dot {Q}}^{2}-V(Q)}{{\frac {1}{2}}{\dot {Q}}^{2}+V(Q)}}}
Assim, quintessência é dinâmica, e geralmente tem uma densidade e parâmetro wq que varia com o tempo. Em contrapartida, uma constante cosmológica é estática, com uma densidade de energia fixa e wq = −1.